# Sergej Tarabanko

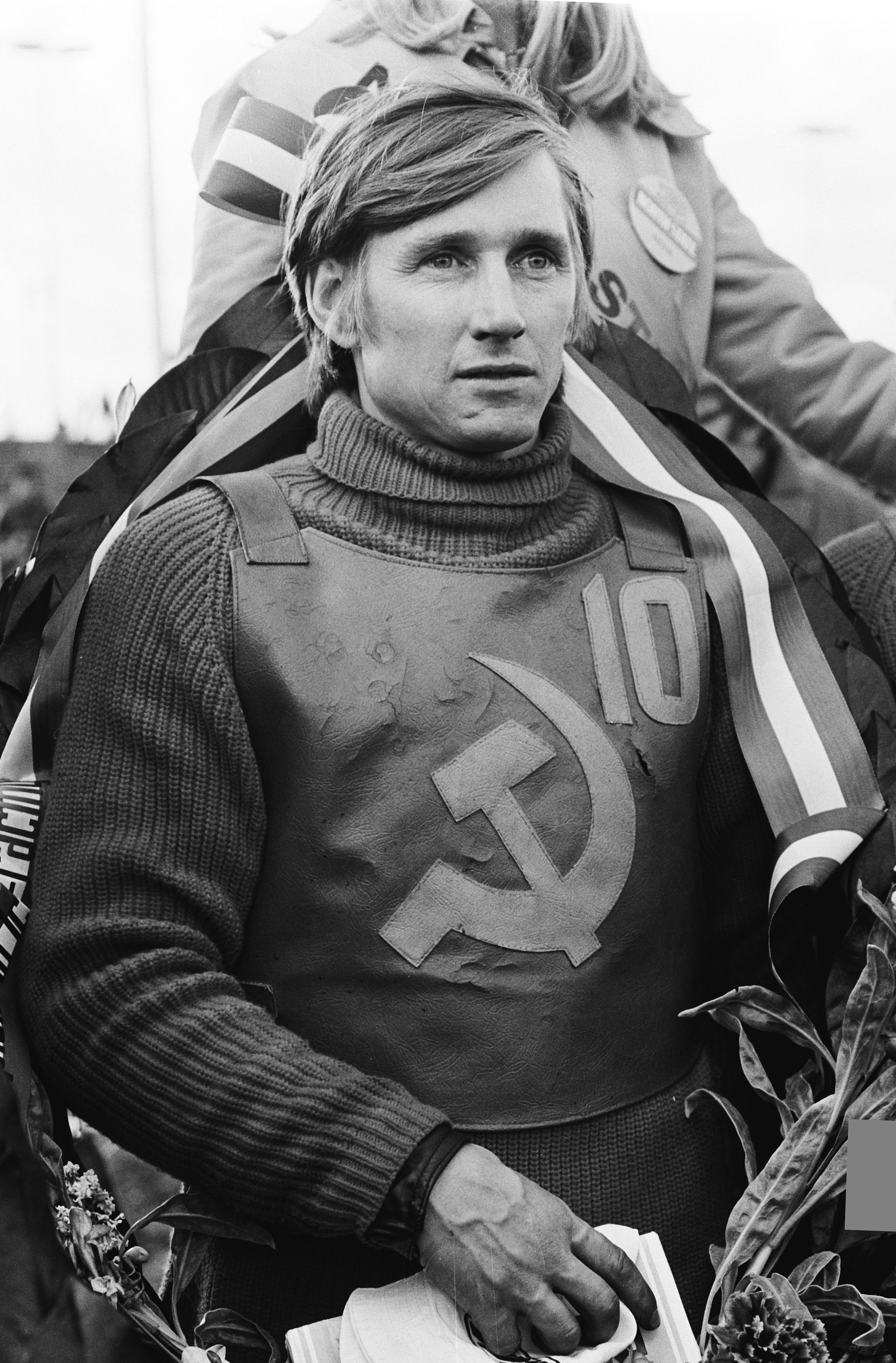
Sergej Tarabanko wereldkampioen in 1978

Sergej Aleksandrovitsj Tarabanko (Russisch: Сергей Александрович Тарабанько) (Moskou, 25 augustus 1949) was een Russische motorcoureur die de sport 'ijsspeedway' beoefende. Tarabanko werd vier keer op rij wereldkampioen in deze tak van de motorsport (1975-1978). Zijn manier van rijden was dermate vernieuwend en ook dermate gewaagd dat deze manier van racen tot op de dag van vandaag bekendstaat als de 'Tarabanko-stijl'.

## Tarabanko-stijl
De Tarabanko-stijl verschilt van traditionele inhaalmanoeuvres doordat niet het spoor van de voorganger gekozen wordt, maar juist daar waar de voorganger de binnenste zijde van de bocht neemt, zelf de buitenste zijde van de bocht te kiezen, waarbij er met hoge snelheid op de uiterste grens van de ijsbaan gereden wordt. 
Daar waar de binnenbochtrijder gas terug moet nemen kan de Tarabanko-stijlrijder al in de bocht accelereren. Het voordeel van de Tarabanko-stijl zit hem erin dat de snelheid van de buitenbochtrijder bij het uitkomen van de bocht beduidend hoger ligt dan die van de binnenbochtrijder die daar moet accelereren waarna de inhaalmanoeuvre feitelijk pas op het rechte eind plaatsvindt. Omdat de binnenbochtrijder bij het uitkomen van de bocht naar buiten wijkt komen de coureurs zeer dicht bij elkaar te rijden. Dit gaat vaak gepaard met fysiek contact tussen beide rijders, wat het sensationele aspect van de manoeuvre nog meer opvoert.